# Circuleni
I circuleni sono una classe di idrocarburi la cui struttura molecolare è costituita da una sequenza di anelli benzenici che vanno a formare un anello chiuso. Tali composti fanno parte della classe più ampia dei poliareni geodetici (alla quale appartengono anche i fullereni, i nanotubi di carbonio, gli eliceni e il sumanene).
Sono stati sintetizzati in laboratorio il [5]circulene (o corannulene), il [6]circulene (o coronene), il [7]circulene e il [12]circulene (o kekulene).

Corannulene ([5]circulene)
Coronene ([6]circulene)
[7]circulene
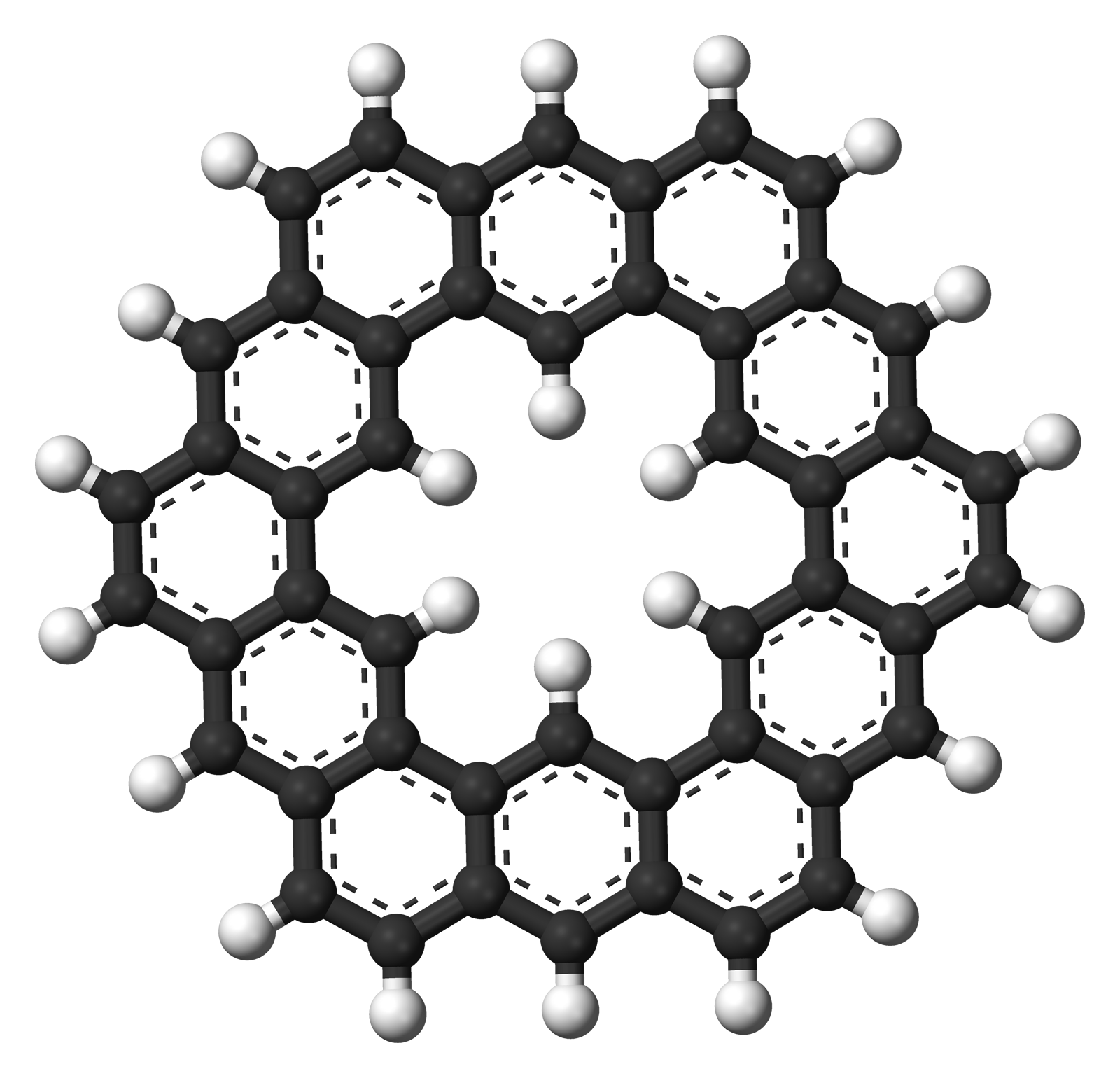
Kekulene ([12]circulene)